# Pseudofinotina keiseri
Pseudofinotina keiseri är en insektsart som beskrevs av Vitaly Michailovitsh Dirsh 1962. Pseudofinotina keiseri ingår i släktet Pseudofinotina och familjen gräshoppor. Inga underarter finns listade i Catalogue of Life.